# 비재래전
비재래전(非在來戰, unconventional warfare; UW)은 재래적인 전쟁 즉 재래전으로 분류할 수 없는 다양한 분쟁의 형태를 가리키는 개념이다.
광의의 비재래전은 비정규전과 비슷한 개념으로 사용되고 있으며, 협의의 비재래전은 미군의 비정규전 교리의 하나로서 적 지역에서 저항 운동 혹은 반란군이 점령군이나 정부를 강압, 교란 또는 전복할 수 있도록 지원하는 군사적 활동으로 구성된다.

## 설명
비재래식 전쟁에 대한 초기 정의 외에도 비재래식 전쟁은 다음과 같이 설명된다.
또 다른 유형의 전쟁이 있다. 그 강도(intensity)는 새롭고 그 기원은 오래되었다. 게릴라, 체제 전복자, 반군, 암살자에 의한 전쟁이다. 전투 대신 매복으로 전쟁을 하고, 공격 대신 침투로 싸우고, 적을 교전하는 대신 침식하고 소진시켜 승리를 추구한다. 그것은 불안을 잡아먹는다.

## 역사
원자 시대의 도래는 재래식 전쟁의 철학과 적대국의 행위를 은폐해야 하는 필요성을 영원히 바꿔 놓았다. 비대칭, 비재래전과 테러의 시대가 시작된 것이다.
첫 번째 언급 중 하나는 에드워드 피츠패트릭(Edward Fitzpatrick)이 "차세대 전쟁 기술 전쟁, 기계 전쟁 또는 원자 전쟁"이라고 언급한 "인력과 원자력 전쟁"이다.
그러나 소프트 파워 방법을 이용하여 군대 대신 민간인을 표적으로 삼는 것은 특히 공화국에 대한 전략으로 더 일찍 시작되었다. 이는 국가 사회주의, 즉 신자유주의의 도구로 개발되었으며, 다른 정책으로 발전했다.
이러한 모델이 위험 평가 분야로 확장된 기업 보안 및 국방 계약 세계에는 중복되는 부분이 있다. 민간인을 대상으로 한 최초의 비재래전 기술 사례 중 하나가 라 폴레트(La Follette) 위원회에 의해 문서화되었다.

## 같이 보기
- 재래전
- 비정규전
- 유격전
- 방첩
- 하이브리드 전쟁
- 4세대 전쟁
- 비정규군
- 비정규전
- 파르티잔
- 심리전
- 저항운동
- 테러리즘

미국 및 나토 관련
- 레이건 독트린
- 특수활동센터
- 미국 육군 특전부대